# .mil
.mil — загальний домен верхнього рівня для американської армії. Спонсоруюча організація — DoD Network Information Center. Сервіс для реєстрації — DoD NIC Registry Services.